# Lunachicks
Die Lunachicks sind eine US-amerikanische Punkband aus dem Umfeld der Riot-Grrrl-Bewegung und wurden 1987 in New York City gegründet. Die Band hat sich nie offiziell aufgelöst, war aber abgesehen von zwei Reunion-Auftritten bis zum Jahr 2021 nicht mehr aktiv. Seitdem tritt die Band wieder gelegentlich auf.

## Geschichte
Theo Kogan, Gina Volpe und Sydney „Squid“ Silver studierten gemeinsam an der Fiorello H. LaGuardia High School of Music & Art and Performing Arts in New York City, als sie sich 1987 entschlossen, eine eigene Band zu gründen. Nachdem kurz darauf mit Silvers Bekannten Sindi Benezra ein viertes Bandmitglied gefunden wurde und übergangsmäßig ein Freund Korgans als Schlagzeuger einsprang begannen sie Songs zu schreiben und zu proben.
Ihren ersten Auftritt hatten sie 1988. Bei einem der darauffolgenden Auftritte waren auch Kim Gordon und Thurston Moore von Sonic Youth anwesend. Beide waren angetan von der Darbietung und verschafften der Band einen Plattenvertrag beim britischen Label Blast First und boten sich zudem als Produzenten für ein erstes Album an. Da es bei der Zusammenarbeit im Studio jedoch schnell zu kreativen Differenzen kam, gingen beide Bands wieder getrennter Wege.
1989 erschien schließlich die EP Sugar Luv und im darauffolgenden Jahr das Debütalbum Babysitters on Acid. Letzteres konnte jedoch bis zur Wiederveröffentlichung durch das Label Go-Kart Records im Jahr 2001 nur innerhalb Europas vertrieben werden. Da die Band auch mit der Musikproduktion und dem Management von Blast First nicht einverstanden war und zudem keine Einnahmen durch Albenverkäufe erhielt, wechselten sie zum Label Safe House.
1990 und 1991 folgten Tourneen mit Bands wie Dinosaur Jr. und The Dictators. Nach der Veröffentlichung des zweiten Albums Binge & Purge im Jahr 1992 ging die Band auf Tour durch Japan, während derer sie die EP Sushi Ala Mode aufnahmen, die im Frühling 1993 auch ausschließlich dort erschien. Im September desselben Jahres nahm die Band an der US-Tournee von The Offspring teil; Theo Kogan wirkte später auch an Musikvideos der Band mit.
Nachdem die Band vom New Yorker Label Go-Kart Records unter Vertrag genommen worden war, erschien dort 1995 das dritte Album Jerk of All Trades und 1997 das vierte Album Pretty Ugly, wobei letzteres von Ryan Greene und Fat Mike von NOFX produziert wurde. Kurz darauf verließ Rhythmusgitarristin Sindi Benezra die Band, wobei ihre Position später nicht nachbesetzt wurde. Im Januar 1996 traten sie zusammen mit Deborah Harry und Joan Jett auf einem der ersten live über das Internet übertragenen Konzerte auf, welches von über vier Millionen Menschen weltweit verfolgt wurde.
Die Aufzeichnung eines Konzerts auf der Coney Island wurde im August 1998 als Livealbum Drop Dead Live veröffentlicht. Das bisher letzte Album Luxury Problem erschien im Juni 1999. In diesem und dem darauffolgenden Jahr nahm die Band außerdem noch an der Warped Tour teil. Ab dem Sommer 2000 stellten die Lunachicks jegliche Aktivitäten ein. Die einzige Ausnahme waren zwei Reunion-Auftritte, einer im April 2002 in New York City im CBGB und einer im April 2004 in Washington, D.C. auf einem Konzert für Frauenrechte.
Im September 2021 traten die Lunachicks beim Rock Bowling Festival zweimal auf der Hauptbühne auf; dies waren ihre ersten Live-Auftritte seit 17 Jahren. Im November 2021 trat die Band der New Yorker Webster Hall auf.

## Soloprojekte
Seitdem die Band inaktiv ist, verfolgen alle Bandmitglieder anderweitige Projekte. So gründete Sängerin Theo Kogan zusammen mit ihrem Mann die Indie-Rockband Theo & the Skyscrapers und arbeitet gelegentlich als Model und Schauspielerin (u. a. in Bringing Out the Dead, Zoolander, Alle lieben Oscar oder In the Cut). Chip English spielt Schlagzeug in ihrer Band Suicide King und Gitarristin Gina Volpe gründete in New York ihre eigene Band Bantam. Helen Destroy spielt Schlagzeug in der Led Zeppelin Tribute-Band Lez Zeppelin.

## Diskografie

### Alben
- 1990: Babysitters on Acid
- 1992: Binge & Purge
- 1995: Jerk of All Trades
- 1997: Pretty Ugly
- 1998: Drop Dead Live
- 1999: Luxury Problem

### EPs
- 1989: Sugar Luv
- 1993: Sushi Ala Mode

### Singles
- 1992: Apathetic